# Igor Nascimento Soares
Igor Nascimento Soares (Osasco, 3 de agosto de 1979), é um ex-futebolista brasileiro que atuava como zagueiro e, eventualmente, como lateral direito.

## Carreira
Igor defendeu, ainda, o Nacional de São Paulo, o Atlético Paranaense, o Operário-PR, o Fluminense, o Juventude e o Botafogo. No alvinegro carioca o zagueiro ficou apenas 3 meses, e após reclamar de ficar na reserva, deixou o clube, na qual fez apenas uma partida oficial.
Igor ganhou notoriedade no cenário nacional quando ajudou o Clube Atlético Paranaense a conquistar o Campeonato Brasileiro de 2001.
Em 2010, com a saída do capitão Durval, que foi para o Santos, Igor assumiu a faixa de capitão do Sport.
Em setembro de 2011, Igor foi dispensado do Sport.
Em dezembro, acertou para jogar em 2012, no Mirassol.
Em 15 Janeiro de 2014, o jogador Igor assinou contrato com o Botafogo-PB o contrato se estende até o final do ano.

## Títulos
Fluminense
- Campeonato Carioca: 2005

Atlético-PR
- Campeonato Paranaense: 2001 e 2002
- Campeonato Brasileiro: 2001

Sport
- Campeonato Pernambucano: 2008, 2009 e 2010
- Copa do Brasil: 2008[1][2]

Botafogo-SP
- Campeonato Brasileiro - Série D: 2015